# العلاقات الزيمبابوية الكازاخستانية
العلاقات الزيمبابوية الكازاخستانية هي العلاقات الثنائية التي تجمع بين زيمبابوي وكازاخستان.

## مقارنة بين البلدين
هذه مقارنة عامة ومرجعية للدولتين:
| وجه المقارنة                                              | زيمبابوي | كازاخستان                      |
| --------------------------------------------------------- | --- | ------------------------------ |
| المساحة (كم2)                                             | 390.76 ألف | 2.72 مليون                     |
| عدد السكان (نسمة)                                         | 16.53 مليون | 17.95 مليون                    |
| الكثافة السكانية (ن./كم²)                                 | 42.3 | 6.6                            |
| العاصمة                                                   | هراري | نور سلطان                      |
| اللغة الرسمية                                             | لغة إنجليزية، اللغة الشونا، النديبيلية الشمالية ‏، لغة الشيشيوا، Barwe ‏، Kalanga language ‏، Tshwa language ‏، النداو ‏، اللغة التسونجا، لغة الإشارة الزيمبابوية ‏، اللغة السوتية، تونغا ‏، اللغة التسوانية، اللغة الفيندية، اللغة الكوسية | اللغة القازاقية، اللغة الروسية |
| العملة                                                    | دولار أمريكي | تينغ كازاخستاني                |
| الناتج المحلي الإجمالي (بليون دولار)                      | 17.85 مليار | 159.41 مليار                   |
| الناتج المحلي الإجمالي (تعادل القوة الشرائية) بليون دولار | 27.88 مليار | 439.39 مليار                   |
| الناتج المحلي الإجمالي الاسمي للفرد دولار أمريكي          | 924 | 10.51 ألف                      |
| الناتج المحلي الإجمالي للفرد دولار أمريكي                 | 1.79 ألف | 24.23 ألف                      |
| مؤشر التنمية البشرية                                      | 0.509 | 0.788                          |
| رمز المكالمات الدولي                                      | +263 | +7                             |
| رمز الإنترنت                                              | .zw | .kz، .қаз ‏                     |
| المنطقة الزمنية                                           | ت ع م+02:00 | ت ع م+05:00، ت ع م+06:00       |

## منظمات دولية مشتركة
يشترك البلدان في عضوية مجموعة من المنظمات الدولية، منها:
| علم المنظمة | اسم المنظمة                               | تاريخ انضمام زيمبابوي | تاريخ انضمام كازاخستان |
| ----------- | ----------------------------------------- | --------------------- | ---------------------- |
|             | مؤسسة التنمية الدولية                     | 29 سبتمبر 1980        | 23 يوليو 1992          |
|             | الأمم المتحدة                             | 25 أغسطس 1980         | 2 مارس 1992            |
|             | منظمة الشرطة الجنائية الدولية             | ?                     | ?                      |
|             | المركز الدولي لتسوية المنازعات الاستشارية | 19 يونيو 1994         | 21 أكتوبر 2000         |
|             | الاتحاد الدولي للاتصالات                  | 10 فبراير 1981        | 23 فبراير 1993         |
|             | الفريق المعني برصد الأرض                  | ?                     | ?                      |
|             | البنك الدولي للإنشاء والتعمير             | 29 سبتمبر 1980        | 23 يوليو 1992          |
|             | الاتحاد البريدي العالمي                   | ?                     | ?                      |
|             | منظمة حظر الأسلحة الكيميائية              | ?                     | ?                      |
|             | مؤسسة التمويل الدولية                     | 29 سبتمبر 1980        | 30 سبتمبر 1993         |
|             | وكالة ضمان الاستثمار متعدد الأطراف        | 10 أبريل 1992         | 12 أغسطس 1993          |
|             | يونسكو                                    | 22 سبتمبر 1980        | 22 مايو 1992           |

## وصلات خارجية
- موقع وزارة الخارجية الزيمبابوية
- موقع وزارة الخارجية الكازاخستانية